# Daniel Beale
Daniel James Beale (Brisbane, 12 de fevereiro de 1993) é um jogador de hóquei sobre a grama australiano, medalhista olímpico.

## Carreira
Beale integrou a Seleção Australiana de Hóquei sobre a grama masculino nos Jogos Olímpicos de Verão de 2020 em Tóquio, quando conquistou a medalha de prata após confronto contra a equipe belga na final da competição.